# Ванетина
Ванетина (словен. Vanetina) — поселення в общині Церквеняк, Подравський регіон‎, Словенія.